# China Mobile
China Mobile Limited (HKEX: 0941 NYSE: CHL) er et kinesisk statsejet mobilselskab, der tilbyder mobile tale- og multimedieservices. Selskabet er verdens største teleselskab målt på aktiernes markedsværdi. Januar 2012 var det verdens største mobilselskab målt på antallet af abonnenter med i alt 655 millioner.
I 2010 var virksomhedens omsætning på 73,366 mia US $ og i 2009 havde China Mobile 145.954 ansatte.

## Markedsforhold
China Mobile har domineret det kinesiske marked siden selskabet blev etableret i 1997. I 2010 har China Mobile en markedsandel på 70 % af markedet for mobile services i Kina. China Unicom og China Telecom har henholdsvis 20 % og 10 % markedsandele.

## Historie
Virksomheden blev stiftet i 1997 som China Telecom (Hong Kong) Limited, China Mobile blev skabt ved en opsplitning fra China Telecom i 1999. (This company continues to provide mobile services, however.)

## Ejerforhold
Virksomheden styres af den kinesiske stat, men er også børsnoteret på New York Stock Exchange og Hong Kong Stock Exchange.
China Mobile nyder godt af protektionisme fra kinas regering, men erfarer også jævnligt statslige indblandelser i sine forretninger. Den statslige styring sker primært gennem det statsejede holdingselskab China Mobile Communications Corporation (CMCC) der er stiftet i år 2000 og som ejer 100 % af China Mobile (HK) Group Limited, som igen besidder over 70 % af China Mobile, den resterende del ejes af private investorer. 

## Kunder i landdistrikterne
China Mobile har historisk set haft en større markedsandel i landdistrikterne end sine konkurrenter. I 2006 havde selskabet en dækningsgrad på 97 % af den kinesiske befolkning og siden da har de fastholdt en jævn strøm af nye kunder i landdistrikterne.

## Fastnettelefoni
I maj 2008 opkøbte China Mobile China Tietong som udbyder fastnettelefoni og som er kinas tredjestørste bredbåndsudbyder. Det betød at fastnet og bredbånd nu også var en del af forretningen.

## Netværk
China Mobile har en markedsandel på 70%, men indenfor 3G er den væsentligt lavere. I maj 2012 havde China Mobile nær 60 millioner 3G abonnementer, hvilket er ca. 9 % af virksomhedens kunder.
I 2010 lancerede China Mobile 4Gnetværk i en lille skala, mest på forsøgsbasis.
Mount Everest
I 2003 og igen i 2007 tilbød China Mobile mobiltelefoni på Mount Everest.
Spratlyøerne
I Maj 2011 udvidede China Mobile dækningen til at omfatte de kontroversielle Spratlyøerne.
Automobil enhed
I april 2012 lancerede China Mobile på Beijing Auto Show en 4G-netværksbaseret en enhed til biler. Den har funktioner som navigation, real time traffic, remote vehicle diagnostics og vehicle rescue. Enheden understøtter også gruppeopkald og Wi-Fi hotspots. Follow news on China Mobile Limited – BrightWire Arkiveret 9. august 2012 hos  Wayback Machine 

## Mærker
China Mobile benytter forskellige mærker til at differentiere sig på markedet.

### Fastlandskina
China Mobile tilbyder services i fastlandskina under flere mærker.
- Easyown (kinesisk: 神州行, Shénzhōuxíng grovoversat til: "Rejse gennem Kina"[24] (lit. "travel the holy states"))

-Tilbyder almindleige forudbetalte mobiltelefoniløsninger. Markedsføringen er primært rettet mod de landlige områder af Kina.
- GoTone (kinesisk: 全球通, Quánqiútōng grovoversat til: "Global forbindelse")

-Abonnementsbaseret og det vigtigste mærke
- M-zone (kinesisk: 动感地带, Dònggǎndìdài grovoversat til: "Dynamisk område")

-En præmium forudbetalt service der er populær hos unge.

### Hongkong
- Peoples er et fuldt ejet datterselskab til China Mobile (Hongkong) Limited. Det tilbyder GSM, GPRS og EDGE teknologier til kunderne i Hongkong.[26]

### Pakistan
- ZONG er China Mobiles mærke i Pakistan og det drives af datterselskabet China Mobile Pakistan (CMPak). China Mobile stiftede ZONG i 2008 efter at have opkøbt Paktel i 2007.[27]